# 444
444 (CDXLIV) var ett skottår som började en lördag i den julianska kalendern.

## Händelser

### Okänt datum
- Påven Leo I avskaffar det galliska pastoratet.
- Dioscorus I blir patriark av Alexandria.

## Födda
- Jiang Yan, kinesisk poet och författare.
- Xiao Ni, kinesisk prins.

## Avlidna
- 27 juni – Kyrillos av Alexandria, kyrkolärare, teolog, helgon, patriark av Alexandria.
- Bricius, biskop av Tours.